# Alkylpolyglycoside

een APG op basis van glucose

Alkylpolyglycosiden (APG's) zijn niet-ionische oppervlakte-actieve stoffen, geproduceerd uit hernieuwbare grondstoffen van plantaardige oorsprong, met name suikers (bijvoorbeeld glucose uit maïszetmeel) en vetalcoholen (bijvoorbeeld uit palmpitolie of kokosolie). Ze zijn biologisch afbreekbaar en niet giftig. Ze worden toegepast in wasmiddelen, afwasmiddelen, reinigingsmiddelen, zepen en cosmetische producten. Een van de meest gebruikte APG's is laurylglycoside, gemaakt met het vetalcohol 1-dodecanol of laurylalcohol.

## Structuur
Het molecuul van een alkylpolyglycoside bestaat uit een suikerdeel en een lange alkylketen. Het suikerdeel is het hydrofiel deel van het molecuul en de lange alkylrest is hydrofoob. De alkylketen heeft 8 tot 16 koolstofatomen. De polymerisatiegraad van de suiker (m in de figuur hiernaast) gaat van 1 (monoglycoside) tot 5 (polyglycoside). In de praktijk zijn alkylpolyglycosiden mengsels van moleculen met al dan niet vertakte alkylgroepen met verschillende ketenlengte en verschillende polymerisatiegraden van de suiker.

## Synthese
De productie gebeurt door de reactie van het vetalcohol met een monosacharide (bijvoorbeeld glucose) of polysacharide (bijvoorbeeld lactose), met als katalysator een zuur, gewoonlijk zwavelzuur. De reactie gebeurt bij hoge temperatuur. Na de reactie wordt het zuur geneutraliseerd en de overmaat alcohol verwijderd door destillatie of verdamping.
De verhouding vetalcohol/sacharide bepaalt de gemiddelde graad van polyglycosidatie van het reactieproduct; hoe hoger deze verhouding (dus met een overmaat vetalcohol), hoe lager de polyglycosidatie (men zal meer monoglycoside verkrijgen), en hoe minder hydrofiel het product. Samen met de keuze van het vetalcohol, kan men zo de hydrofiel-lipofiel-balans (HLB-waarde) en de wateroplosbaarheid van het product beïnvloeden.
De APG's die in wasmiddelen e.d. gebruikt worden, hebben een HLB-waarde van meer dan 10, hetgeen betekent dat ze wateroplosbaar zijn en goede detergenteigenschappen bezitten. Ze zijn ook hydrotroop, dat wil zeggen dat ze de oplosbaarheid van minder oplosbare ingrediënten verhogen. Ze zijn niet schadelijk voor de huid en kunnen in afwasmiddelen voor de manuele afwas gebruikt worden evenals in shampoos of hairconditioners.
APG's met lange alkylketens (16 of meer koolstofatomen) zijn het meest hydrofoob en zijn bruikbaar als schuimonderdrukkende stof.
Cognis (voorheen behorend tot Henkel KGaA) is een producent van APG's en verkoopt verschillende APG's onder de merknamen Glucopon en Plantaren.